# Louisa May Alcott
Louisa May Alcott (Germantown, 29 november 1832 – Boston, 6 maart 1888) was een Amerikaans romanschrijfster en schrijver van kinderboeken. Ze is vooral bekend van de roman Onder moeders vleugels (1868), ook bekend als Little Women, die deels gebaseerd is op haar eigen jeugdervaringen met haar drie zussen. Little Women en zijn opvolgers gaan over familierelaties en beogen het bevorderen van deugden zoals doorzettingsvermogen en onbaatzuchtigheid.

## Kindertijd en vroege werken
Alcott was de dochter van Amos Bronson Alcott en Abigail May Alcott. Ze is geboren in Germantown (Pennsylvania) en had drie zussen: Anna Pratt Alcott, Elizabeth Sewall Alcott en May Alcott. In 1834 of 1835 verhuisde de familie naar Boston. Haar opleiding heeft ze vooral van haar vader gekregen. Ook kreeg ze les van schrijvers als Ralph Waldo Emerson, Nathaniel Hawthorne en Margaret Fuller, die vrienden van de familie waren. Later werd ze een abolitioniste en feministe. Onder het pseudoniem A.M. Barnard publiceerde ze liefdesromans.

## Trivia
In 1991 werd een inslagkrater op de planeet Venus naar haar vernoemd.
- Bibsys: 90052253
- Biblioteca Nacional de Chile: 000034726
- Biblioteca Nacional de España: XX934441
- Bibliothèque nationale de France: cb11888346d (data)
- Catàleg d'autoritats de noms i títols de Catalunya: 981058516257706706
- CiNii: DA0100004X
- Digitale Bibliotheek voor de Nederlandse Letteren: alco001
- Gemeinsame Normdatei: 118644475
- International Standard Name Identifier: 0000 0001 2125 7727
- Library of Congress Control Number: n79117152
- Nationale Bibliotheek van Letland: 000025795
- MusicBrainz: 18834df8-a8d5-46f6-ab98-b07b08ad5d79
- National Archives and Records Administration: 102251229
- Bibliotheek van het Japanse parlement: 00431174
- Nationale Bibliotheek van Tsjechië: jn19990000091
- Nationale bibliotheek van Australië: 36251190
- Nationale Bibliotheek van Israël: 987007306065105171
- Nationale Bibliotheek van Polen: a0000001131313
- Nationale en Universitaire bibliotheek Zagreb: 000032857
- Nederlandse Thesaurus van Auteursnamen: 069636664
- Istituto Centrale per il Catalogo Unico: CFIV021389
- LIBRIS: 220006
- SNAC: w6kt7h7c
- Système universitaire de documentation: 026680963
- Trove: 1236924
- Union List of Artist Names: 500330921
- Virtual International Authority File: 29528997
- WorldCat: E39PBJbtwd4cHJqqk4T7g4p3wC